# Thelotrema pidurutalagalum
Thelotrema pidurutalagalum är en lavart som beskrevs av Hale 1981. Thelotrema pidurutalagalum ingår i släktet Thelotrema och familjen Thelotremataceae.   Inga underarter finns listade i Catalogue of Life.